# میرول
میرول (به انگلیسی: Mirrool) یک شهرک در استرالیا است که در نیو ساوت ولز واقع شده‌است.